# Musée d'ethnologie de Dresde
Le musée d'ethnologie de Dresde (nom officiel allemand : Museum für Völkerkunde Dresden) est situé dans le palais Japonais (Japanisches Palais), à Dresde en Allemagne. Il fait partie des Collections nationales d'ethnographie de Saxe (Staatliche Ethnographische Sammlungen Sachsen).

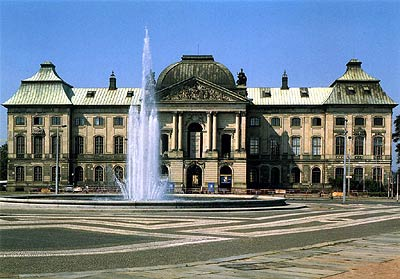
Musée d'ethnologie de Dresde.

## Historique
C’est avec la constitution d’un cabinet d’œuvres d’art et de curiosités que le premier pas vers la constitution d’un musée d’ethnologie à Dresde a été fait par Auguste Ier en 1560. Aujourd’hui, le musée possède environ 90 000 pièces provenant des quatre coins du monde. L'une des curiosités du musée est la collection anthropologique constituée de 6 000 objets, issue principalement de la collection de crânes et de moulages en plâtre de Carl Gustav Carus.
Le musée a ses quartiers dans le Palais japonais depuis 1977 et se présente sous la forme d’expositions temporaires sur des thèmes toujours différents, avec un focus particulier sur les objets provenant de la collection propre au musée, qui compte des objets uniques provenant d’Asie, d’Afrique et d’Amérique.